# Jean-Pierre-André Amar
Jean-Pierre-André Amar (o Jean-Baptiste-André Amar) (Grenoble, 11 maggio 1755 – Parigi, 21 dicembre 1816) è stato un politico francese.

## Biografia
Eletto (1792) alla Convenzione nazionale, entrò a far parte dell'ala estremista dei montagnardi: fu membro del Comitato di sicurezza generale e perseguitò molti girondini ed oppositori in genere.
Nel 1794 fu tra i cospiratori che eliminarono Robespierre, ma nel 1795 fu arrestato. Visse altri anni come congiurato (congiura di Babeuf), ma trascorse la parte finale della sua vita in pace.